# Southfield, Michigan
Southfield är en stad i Oakland County i sydöstra Michigan i USA. Southfield har 71 739 invånare (2010).

## Kända personer från Southfield
- Selma Blair, skådespelare
- Jimmy Carson, ishockeyspelare
- Keegan-Michael Key, skådespelare